# پاپوس اسکندرانی
پاپوس اسکندرانی (زبان یونانی: Πάππος ὁ Ἀλεξανδρεύς؛ ۲۹۰ – ۳۵۰ میلادی) یکی از آخرین ریاضی‌دان بزرگ تمدن یونان باستان بود که برای مجموعه (Συναγωγή)اش و همچنین قضیه شش‌ضلعی پاپوس در هندسه تصویری شناخته می‌شود. در مورد زندگی او اطلاعاتی در دست نیست، جز اینکه پسری به نام هرمودوروس داشته و در اسکندریه به آموزگاری مشغول بوده.
اثر معروفش مجموعه مجموعه‌ای هشت‌جلدی در مورد ریاضی‌اش که شامل مباحثی چون هندسه، سرگرمی‌های ریاضی، تضعیف مکعب، چندضلعی‌ها، و چندوجهی‌ها می‌شود. قسمت عمدهٔ این اثر باقی مانده‌است.